# Patrick Bachmann
Patrick Bachmann (15 dicembre 1995) è un giocatore di football americano svizzero che gioca nel ruolo di offensive lineman per i Calanda Broncos.